# NGC 5957
NGC 5957 é uma galáxia espiral barrada (SBb) localizada na direcção da constelação de Serpens. Possui uma declinação de +12° 02' 52" e uma ascensão recta de 15 horas, 35 minutos e 23,1 segundos.
A galáxia NGC 5957 foi descoberta em 29 de Abril de 1865 por Heinrich Louis d'Arrest.